# Автоматизоване діловодство
Автоматизоване діловодство — Діловодство з застосуванням програмного забезпечення, що автоматизує облік, контроль та інші операції.
Нині на вітчизняному ринку представлено кілька десятків програмних продуктів, призначених для автоматизації управління документами. Автоматизовані системи управління документами (АСУД) можна класифікувати в такий спосіб:
- системи автоматизації діловодства (САД);

- системи електронного документообігу (СЕД);

- корпоративні системи управління документами (КСУД).

Системи САД вирішують завдання обліку (реєстрації) вхідних, вихідних, внутрішніх документів, а також обліку резолюцій і отриманих звітів про виконання. Ці системи дозволяють здійснювати контроль за виконанням документів, кожної резолюції або доручення, зберігати дані про справи, в яких зберігаються документи, а також забезпечують швидкий пошук необхідних документів за одним реквізитом або сполученням реквізитів. Отже, системи САД дозволяють автоматизувати рутинні операції роботи з документами. У базах даних цих систем зберігається не лише формальна частина (реквізити) документів, але й їх змістова частина у вигляді текстів, текстових файлів, образів.
Застосування САД виправдане у невеликих установах з незначним документообігом. Така система функціонує як на окремому комп'ютері, так і в локальній комп'ютерній мережі.
САД найчастіше розробляються індивідуально для внутрішнього користування в установі й на ринок не потрапляють.
СЕД, окрім завдань автоматизації діловодства, забезпечують суворо регламентований і контрольований рух документів усередині та поза установою на основі інформаційних і комунікаційних технологій. Вони орієнтовані, насамперед, на роботу з електронними документами, що, по суті, випливає із самого словосполучення «електронний документообіг». У СЕД функціонують документи, що надходять технічними каналами зв'язку, електронні документи, створені в установі за допомогою засобів електронно-обчислювальної техніки, а також документи, створені за допомогою сканування паперових документів (електронні образи паперових документів). У таких системах значна увага приділяється всім стадіям існування електронного документа — від його створення і первісного направлення у сховища документів до переміщення (або копіювання) в архів оперативного або довготривалого зберігання. При цьому відносно тривалим за часом і важливим по суті є процес колективної підготовки документа, його багаторазового узгодження, створення версій документа, затвердження остаточної версії та її друкування.
Використання СЕД дозволяє підвищити ефективність праці співробітників установ з досить великим обсягом документів, що пересилаються, або з чималою штатною чисельністю персоналу. Так, фахівці вважають, що використання СЕД є вигідним для установи, чисельність співробітників якої перевищує 50 осіб. У цьому випадку витрати на придбання та впровадження системи, навчання співробітників окупаються за рахунок підвищення швидкості передавання інформації, доступності як інформації, так і документів. Для впровадження СЕД необхідна локальна комп'ютерна мережа.
У СЕД може бути реалізована система юридично значимого документообігу (застосування електронного цифрового підпису й шифрування документів.
КСУД забезпечують універсальне, повсюдно доступне середовище для роботи та зберігання всіх типів документів, створюваних в установі. Корпоративні системи дозволяють користувачеві застосовувати всі функціональні підсистеми безпосередньо з бізнес-додатка. Це можуть бути офісні додатки щодо роботи з текстами, таблицями, графіками, фінансові системи, системи керування ресурсами тощо. Користувачами цих систем є всі співробітники установи.
Обрання тієї або іншої системи залежить від завдань, які передбачається вирішувати в установі за допомогою даної системи, типу управлінської структури, масштабів діяльності установи, її технічних і фінансових можливостей.
Сьогодні різні фірми пропонують великий вибір АСУД, однак, як правило, перевага віддається розробленню СЕД як більш перспективному напряму роботи з електронними документами. Серед українських розробок найбільш розповсюджені системи «SmartPoint DMS» (компанія «SMART business»), «Megapolis.DocNet» (компанія InBase»), «АСКОД» (компанія «ІнфоПлюс»), «e-Docs» (компанія «Елеганс Україна»), «Атлас Док» (корпорація «Атлас»), «ДОК ПРОФ 2.0» (компанія «Квазар-Мікро»), «ФОССДок» (підприємство «Фосс-Он-Лайн»).